# Сон пожирателя гренок с сыром
«Сон пожирателя гренок с сыром» (англ. Dream of a Rarebit Fiend) — американский короткометражный фильм в жанре фэнтези Уоллеса Маккатчена и Эдвина Портера. Экранизация одноимённого комикса Уинзора Маккея..

## Сюжет
Герой фильма, объевшись гренок с сыром и изрядно нагрузившись вином, ложится спать. Ночью его преследуют кошмары.